# Alcarràs
Alcarràs település Spanyolországban, Lleida tartományban. Alcarràs Gimenells i el Pla de la Font, Lleida, Torres de Segre, Zaidín, Soses, Sudanell és Fraga községekkel határos. Lakosainak száma 10 018 fő (2024).

## Népesség
A település lakosságának változását az alábbi diagram mutatja:
| Lakosok száma | 161  | 1885 | 3170 | 3678 | 4398 | 5027 | 7776 | 9252 | 9514 | 10 018 |
|               | 1717 | 1887 | 1936 | 1960 | 1986 | 2004 | 2009 | 2014 | 2019 | 2024   |